# Mads Refslund
Mads Refslund (født 24. august 1977 i København) er en dansk kok og tidligere Michelin-restauratør.

## Historie
Refslund er født i 1977 og opvokset i København, og blev udlært kok på restauranten Formel B, der på dette tidspunkt havde Henrik Boserup som ejer, og Paul Cunningham var køkkenchef.
Han har tidligere været ejer og køkkenchef på den enstjernede restaurant MR, samt medstifter af Noma i København. Refslund var med til at grundlægge det nye nordiske køkken. Han har siden slutningen af 2011 været bosat i New York City.